# Ziemia Wileńska
Ziemia Wileńska – jednostka administracyjna II Rzeczypospolitej istniejąca w latach 1922–1926 ze stolicą w Wilnie.
Terytorium o nazwie Ziemia Wileńska (obszar dotychczasowej Litwy Środkowej oraz części byłego polsko-litewskiego pasa neutralnego) składające się z miasta Wilna oraz powiatów wileńskiego, oszmiańskiego, święciańskiego, trockiego i brasławskiego zostało wcielone do Polski 13 kwietnia 1922 roku na mocy ustawy z 6 kwietnia 1922 roku. Równocześnie do Ziemi Wileńskiej przyłączono powiaty dziśnieński, duniłowiczowski i wilejski z sąsiedniego województwa nowogródzkiego.
Pomiędzy 1923 a 1924 rokiem powiaty wileński i trocki zostały połączone w powiat wileńsko-trocki. 1 stycznia 1926 roku powiat duniłowicki przekształcono w powiat postawski.
Ziemia Wileńska była ostatnim obszarem II RP który otrzymał status województwa. Doszło do tego dopiero 20 stycznia 1926 roku, kiedy zgodnie z ustawą z 22 grudnia 1925 roku przekształcono ją w województwo wileńskie.

Tereny inkorporowane do Polski jako Ziemia Wileńska po likwidacji Litwy Środkowej
Tereny woj. nowogródzkiego włączone do Ziemi Wileńskiej

     Tereny inkorporowane do Polski jako Ziemia Wileńska po likwidacji Litwy Środkowej
     Tereny woj. nowogródzkiego włączone do Ziemi Wileńskiej